# Abrar Hidojatov
Abror Hidoyatov (27 de agosto de 1900 – 3 de octubre de 1958) fue un actor de teatro y cine soviético, uzbeko y cantante. Fue honrado con el título de Artista del Pueblo de la URSS en 1945.

## Biografía
Hidoyatov nació el 14 de agosto de 1900 (según otras fuentes, el 31 de diciembre) en Degrez Mahalla en Taskent. A los diez años aprendió a tocar el dutar y pronto se convirtió en cantante. Comenzó su carrera escénica en 1918, trabajando en el grupo teatral "Turan", dirigido por M. Uygur (desde 1919, la Compañía K. Marx, y desde 1920, la Compañía de Drama Regional Ejemplar).
En 1927, se graduó en el Estudio Dramático Estatal de Uzbekistán en la Casa de la Ilustración de Uzbekistán (más tarde el IV Instituto Uzbeko de Ilustración Stalin) en Moscú, donde estudió con R. Simonov, L. Sverdlin e I. Tolchanov. Los graduados de este estudio formaron el núcleo del Teatro Dramático Uzbeko Hamza. Desde 1927 hasta el final de su vida, fue actor en la Compañía Uzbeka Ejemplar del Estado Central en Samarcanda (desde 1929, el Teatro Dramático Uzbeko Estatal Hamza en Taskent, y desde 2001, el Teatro Dramático Académico Nacional de Uzbekistán). Interpretó más de 70 papeles. Encarnó en el escenario los mejores ejemplos del arte dramático ruso, europeo y uzbeko. Mientras era actor de teatro, interpretó canciones populares en conciertos y apareció en dramas musicales y comedias. En 1936, escribió una obra de teatro titulada "Avaz". Fue miembro del Partido Comunista ( Bolcheviques ) desde 1922. Abror Hidoyatov falleció de un derrame cerebral el 3 de octubre de 1958 en Taskent. Fue enterrado en el cementerio conmemorativo de Chigatai.

## Familia
Hidoyatov estaba casado con Sara Ishanturaeva (1911 - 1998), una actriz dramática. Al igual que su marido, se convirtió en Artista del Pueblo de la URSS (1951).Juntos tuvieron dos hijos: Gogi (1930-2015), historiador, profesor, doctor en ciencias históricas y científico de honor de la República de Uzbekistán,  así como Timur (nacido en 1932), arquitecto., profesor y conferenciante en diversas disciplinas en el Instituto de Arquitectura e Ingeniería Civil de Taskent.

## Premios
- " Artista del pueblo de la República Socialista Soviética de Uzbekistán " (1937) [11][8]
- " Artista del Pueblo de la URSS" (1945) [3][4][9]
- " Premio Stalin ", Segundo Grado (1949) – por su actuación en el papel principal en la obra "Alisher Navoi" de Uygur y Sultanov [3][9]
- " Orden de Lenin " (24 de marzo de 1945) [4]
- " Dos Órdenes de la Bandera Roja del Trabajo " (31 de mayo de 1937 y 16 de enero de 1950) [9][4]
- Orden "Por mérito excepcional" (Uzbekistán ) (2000) - póstumamente [9][12]

## Roles en el teatro
Realizó más de treinta papeles en teatro a lo largo de su carrera: 
- 1921 – "Intriga y amor" de Friedrich Schiller – Wurm
- 1926 – "El inspector general" de Nikolai Gogol – El alcalde
- 1928 – "Zagmuk" de AG Glebov – Zer Sibane
- 1929 – "Dos comunistas" de K. Yashen – Arslan
- 1929 – "Motín" basado en DA Furmanov – Kokumbay
- 1930 – "El hombre del maletín" de AM Faiko – Granatov
- 1930 – "Plagas del algodón" de U. Ismailov – Aman
- 1931 – "La historia habla" de J. Said y NS Safarov – Aripov
- 1932 – "Vamos a quemarlo" de K. Yashen – Sarymsak
- 1932 – "La máscara se ha quitado" de ZR Fatkhullin – Toigbek
- 1934 – "Derrota" de K. Yashen – Arslan

- 1934 – "Intervención" de LI Slavin – Brodsky
- 1934 – "Mi amigo" de NF Pogodin – Gai
- 1935 – " Hamlet " de William Shakespeare – Hamlet
- 1937 – "Amor Yarovaya" de KA Trenyov – Shvandya
- 1939 – "La bahía y el campesino" de Hamza – Gafur
- 1941 – " Otelo " de William Shakespeare – Otelo
- 1943 – "Mukanna" de Kh. Alimzhan – Mukanna
- 1945 – "Alisher Navoi" de Uygur e IA Sultanov – Alisher Navoi
- " El avaro " de Molière – Harpagon
- "La princesa Turandot" de Carlo Gozzi – Calaf
- "El pozo de las ovejas" de Lope de Vega – Frondoso

- "Khalima" de G. Zafari – Negmat
- "Yarkin-Oi" de Chulpan – Ahmad-batyr
- "Arshin Mal Alan" de U. Gadzhibekov – Asker
- " Leyli y Majnun " de U. Gadzhibekov – Majnun
- "Me volveré a casar" de Chulpan – Nasreddin
- "Echo" de VN Bill-Belotserkovsky – Bob
- "Rustam" de U. Ismailov – Rustam
- "Farhad y Shirin" de Khurshid, basado en el poema de A. Navoi-Shapur
- "Jalaleddin" de M. Sheikhzade – Timur-Malik
- "Jugar" de Kh. Javad – Satán

### Filmografía
1945 – Tahir y Zukhra – Sardor. 

## Memoria
En 1967 se estrenó un documental dedicado a la vida y obra del actor (dirigido por Bobo Xoʻjayev).
En Taskent, el nombre de A. Hidoyatov se da al Teatro Dramático Estatal (Teatro Dramático Estatal de Uzbekistán que lleva el nombre de Abror Hidoyatov) (1991) y Una de las calles (1986).